# 대한축구협회 우수선수 해외유학 프로젝트
대한축구협회 우수선수 해외유학 프로젝트는 대한축구협회가 고교 축구 선수 중 우수 선수들을 유럽과 남미 등 축구 선진국으로 연수를 보내는 프로젝트였다.
2002년 1기를 시작으로 2009년 6기까지 진행되고 종료되었다.
2011년 당시 조중연 대한축구협회장에 의해 부활이 추진되기도 하였으나 불발되었다.

## 배경
2000년 8월 광운대학교에 재학중인 설기현이 벨기에 1부리그에 진출했다. 1998－99시즌 벨기에 2부리그로 떨어졌다 두 시즌 만인 2000－01시즌 1부리그에 오른 로열 앤트워프가 설기현의 새 팀이었다. 설기현은 로열 앤트워프와 계약금 25만 달러(약 2억3천만 원), 연봉 10만 달러에 1년 뒤 자유롭게 이적할 수 있다는 조건으로 계약했다. 대한민국 축구 국가대표팀과 올림픽 축구 국가대표팀에서 소집 요청이 있으면 로열 앤트워프 측이 최대한 협조한다는 이면조항도 있었다.
설기현이 벨기에로 가는 데에는 대한축구협회의 힘이 컸다. 에이전트가 아닌 협회가 특정 선수의 해외리그 진출에 팔을 걷어붙였다. 이때만 해도 국내에는 선수의 이적과 계약 등을 대행하는 에이전트의 활동이 미미했다.
설기현은 한일 월드컵을 앞두고 당면 목표인 16강 진출을 이루기 위해 협회가 기획한 우수선수 해외유학 프로젝트 1호였다. 협회가 유럽 에이전트사인 ‘캄(KAM)’을 통해 설기현이 테스트를 받을 만한 유럽 클럽을 알아본 결과 로열 앤트워프가 그나마 관심을 나타냈다.
주위의 반대에도 불구하고 협회와 뜻을 같이 하겠다고 결심한 설기현은 로열 앤트워프 이적 첫 해 리그 25경기에서 10골을 터뜨리며 유럽무대에 성공적으로 진입했다. 다음 시즌 벨기에 최고 명문 클럽인 RSC 안데를레흐트 옮긴 설기현은 이탈리아와 치른 한일 월드컵 16강전에서 경기 종료 직전 1－1 동점골을 터뜨리며 4강 진출의 디딤돌을 놨다.
설기현의 활약에 고무된 대한축구협회는 우수선수 해외 유학 프로그램의 필요성을 깨달았다. 한일 월드컵에 관심이 집중되고 있던 2002년 6월 협회 관계자가 프랑스 메스로 갔다. 그리고 석 달 뒤 당시 15, 16살이던 양동현, 이용래, 강진욱, 어경준, 김동민 등이 협회의 지원으로 FC 메스 16세 이하 유소년팀에 입단했다

## 선발 선수 명단
| 기수    | 유학 구단               | 유학 기간              | 선발 선수 | 소속 구단                               | 담당 코치 | 비고                                                                 | 근거자료 |
| ------- | ----------------------- | ---------------------- | --------- | --------------------------------------- | --------- | -------------------------------------------------------------------- | -------- |
| 1기     | FC 메스 유스팀          | 2002년 10월~2003년 5월 | 양동현    |                                         |           |                                                                      |          |
| 1기     | FC 메스 유스팀          | 2002년 10월~2003년 5월 | 이용래    |                                         |           |                                                                      |          |
| 1기     | FC 메스 유스팀          | 2002년 10월~2003년 5월 | 어경준    |                                         |           |                                                                      |          |
| 1기     | FC 메스 유스팀          | 2002년 10월~2003년 5월 | 강진욱    |                                         |           |                                                                      |          |
| 1기     | FC 메스 유스팀          | 2002년 10월~2003년 5월 | 김동민    |                                         |           |                                                                      |          |
| 2기     | FC 메스 유스팀          | 2004년 9월~2005년 6월  | 김태연    |                                         |           |                                                                      |          |
| 2기     | FC 메스 유스팀          | 2004년 9월~2005년 6월  | 박정훈    |                                         |           |                                                                      |          |
| 2기     | FC 메스 유스팀          | 2004년 9월~2005년 6월  | 추정현    |                                         |           |                                                                      |          |
| 3기     | FC 메스 유스팀          | 2005년 8월~2006년 6월  | 조영철    |                                         |           |                                                                      |          |
| 3기     | FC 메스 유스팀          | 2005년 8월~2006년 6월  | 설재문    |                                         |           |                                                                      |          |
| 3기     | FC 메스 유스팀          | 2005년 8월~2006년 6월  | 조범석    |                                         |           |                                                                      |          |
| 4기 1차 | SC 브라가 유스팀        | 2006년 7월~2007년 6월  | 진룡      |                                         |           |                                                                      |          |
| 4기 1차 | SC 브라가 유스팀        | 2006년 7월~2007년 6월  | 김신철    |                                         |           |                                                                      |          |
| 4기 1차 | SC 브라가 유스팀        | 2006년 7월~2007년 6월  | 한건희    |                                         |           |                                                                      |          |
| 4기 2차 | SE 파우메이라스 유스팀  | 2006년 8월~2007년 6월  | 김민기    |                                         |           |                                                                      |          |
| 4기 2차 | SE 파우메이라스 유스팀  | 2006년 8월~2007년 6월  | 정현윤    |                                         |           |                                                                      |          |
| 4기 2차 | SE 파우메이라스 유스팀  | 2006년 8월~2007년 6월  | 정대환    |                                         |           |                                                                      |          |
| 5기 1차 | 레딩 FC 유스팀          | 2007년 8월~2008년 6월  | 지동원    | 광양제철고등학교 (전남 드래곤즈 U-18팀) |           |                                                                      | [ 3 ]    |
| 5기 1차 | 레딩 FC 유스팀          | 2007년 8월~2008년 6월  | 남태희    | 현대고등학교 (울산 현대 U-18팀)         |           |                                                                      | [ 3 ]    |
| 5기 1차 | 레딩 FC 유스팀          | 2007년 8월~2008년 6월  | 김원식    | 동북고등학교 (FC 서울 U-18팀)           |           |                                                                      | [ 3 ]    |
| 5기 2차 | 왓포드 FC 유스팀        | 2007년 9월~2008년 6월  | 민상기    |                                         |           | 볼턴 원더러스에서 한달만에 계약을 해지하여 유학 구단을 왓포드로 변경 |          |
| 5기 2차 | 왓포드 FC 유스팀        | 2007년 9월~2008년 6월  | 이용재    |                                         |           | 볼턴 원더러스에서 한달만에 계약을 해지하여 유학 구단을 왓포드로 변경 |          |
| 5기 2차 | 왓포드 FC 유스팀        | 2007년 9월~2008년 6월  | 백성동    |                                         |           | 볼턴 원더러스에서 한달만에 계약을 해지하여 유학 구단을 왓포드로 변경 |          |
| 6기     | 함부르크 SV 유스팀      | 2008년 8월~2009년 6월  | 손흥민    | 동북고등학교 (FC 서울 U-18팀)           | 김종건    |                                                                      | [ 5 ]    |
| 6기     | 함부르크 SV 유스팀      | 2008년 8월~2009년 6월  | 김민혁    |                                         | 김종건    |                                                                      | [ 5 ]    |
| 6기     | 함부르크 SV 유스팀      | 2008년 8월~2009년 6월  | 김종필    |                                         | 김종건    |                                                                      | [ 5 ]    |
| 6기     | 1. FC 뉘른베르크 유스팀 | 2008년 8월~2009년 6월  | 김학찬    |                                         | 김종건    |                                                                      | [ 5 ]    |
| 6기     | 1. FC 뉘른베르크 유스팀 | 2008년 8월~2009년 6월  | 김대광    |                                         | 김종건    |                                                                      | [ 5 ]    |
| 6기     | 1. FC 뉘른베르크 유스팀 | 2008년 8월~2009년 6월  | 이강      |                                         | 김종건    |                                                                      | [ 5 ]    |